# José Grau Benedito
José Grau Benedito (Alzira, 27 november 1964) is een Spaans componist, muziekpedagoog, dirigent en tubaïst. 

## Levensloop
Grau Benedito kreeg zijn eerste muzieklessen aan de Escuela de Música de la Sociedad Musical de Alzira vanaf 1975 onder andere tuba bij Francisco Hernández Guirado, zelf tubasolist bij het Orquesta de Valencia. Hij studeerde aan het Conservatorio Superior de Música "Joaquin Rodrigo" te Valencia en aan het Real Conservatorio Superior de Música de Madrid te Madrid. Zijn leraren daar waren Enrique García Asensio, Luis Blanes Arques, Eduardo Cifre Gallego en Manuel Galduf Verdeguer. 
Na het studiejaar 1982/1983 studeerde hij af met een "Premio de Honor" in het hoofdvak tuba en als muziekleraar. In hetzelfde jaar werd hij docent aan de Escuela de Música de la Sociedad Musical de Alzira. 
Van 1983 tot 1986 was hij als tubaïst lid van de Banda de Música de Infantería de Marina de Madrid. 
In 1986 werd hij lid van het Orquesta Sinfónica de Madrid. In Madrid studeert hij verder tuba bij Miguel Navarro, zelf tubasolist van het National Orkest van Spanje te Madrid. In 1989 behaald hij het diploma als musicus voor kamermuziek. In 1991 behaald hij het diploma als muziekleraar. 
Hij is dirigent van de Banda de la Agrupación Musical de Veteranos de la Ribera del Xúquer, het Orfeón Borja de Gandía, van de Banda Filarmónica Alcudiana de L’Alcudia, van de Banda del Ateneo Musical “La Lira” de Corbera, van de Banda de la Sociedad Musical la Entusiasta de Benifairó de Valldigna en van de Banda Juvenil y el Grupo de Percusión de la Sociedad Musical de Alzira. 
In 2006 werd hij onderscheiden met de Premio “Maestro Villa” in Madrid en in 2007 met de Premio Fallera Mayor de Valencia. 
Als componist schreef hij vooral werken voor banda en kamerorkest.

## Composities

### Werken voor banda (harmonieorkest)
- Societat Musical d'Alzira, paso-doble
- A la Verge del Lluch d’Alzira, processiemars
- Bernat Ríos
- Els Motets de la Passió, voor koor of samenzang en harmonieorkest
- Falla Camí Nou, paso-doble
- Festa Fallera Alzirenya
- Himne a Alzira, voor koor of samenzang en harmonieorkest
- Judith, marcha cristiana
- Lourdes Grande, paso-doble
- María Sifre, paso-doble
- Marta Reglero, paso-doble
- Mayka Gómez, paso-doble
- Rosa Cándido, paso-doble
- Xúquer, symfonisch gedicht
  1. Andante – Allegro
  2. Andante religioso - Allegro
- Yaiza, marcha mora

### Kamermuziek
- Sonata, voor tuba en piano